# 雍里乡
雍里乡，是中华人民共和国贵州省黔东南苗族侗族自治州从江县一个已撤销的乡级行政区，2016年1月14日，贵州省人民政府批复同意从江县部分乡镇行政区划调整，撤销雍里乡，将其所辖行政区域划归丙妹镇。